# Mörsdorf (Hunsrück)

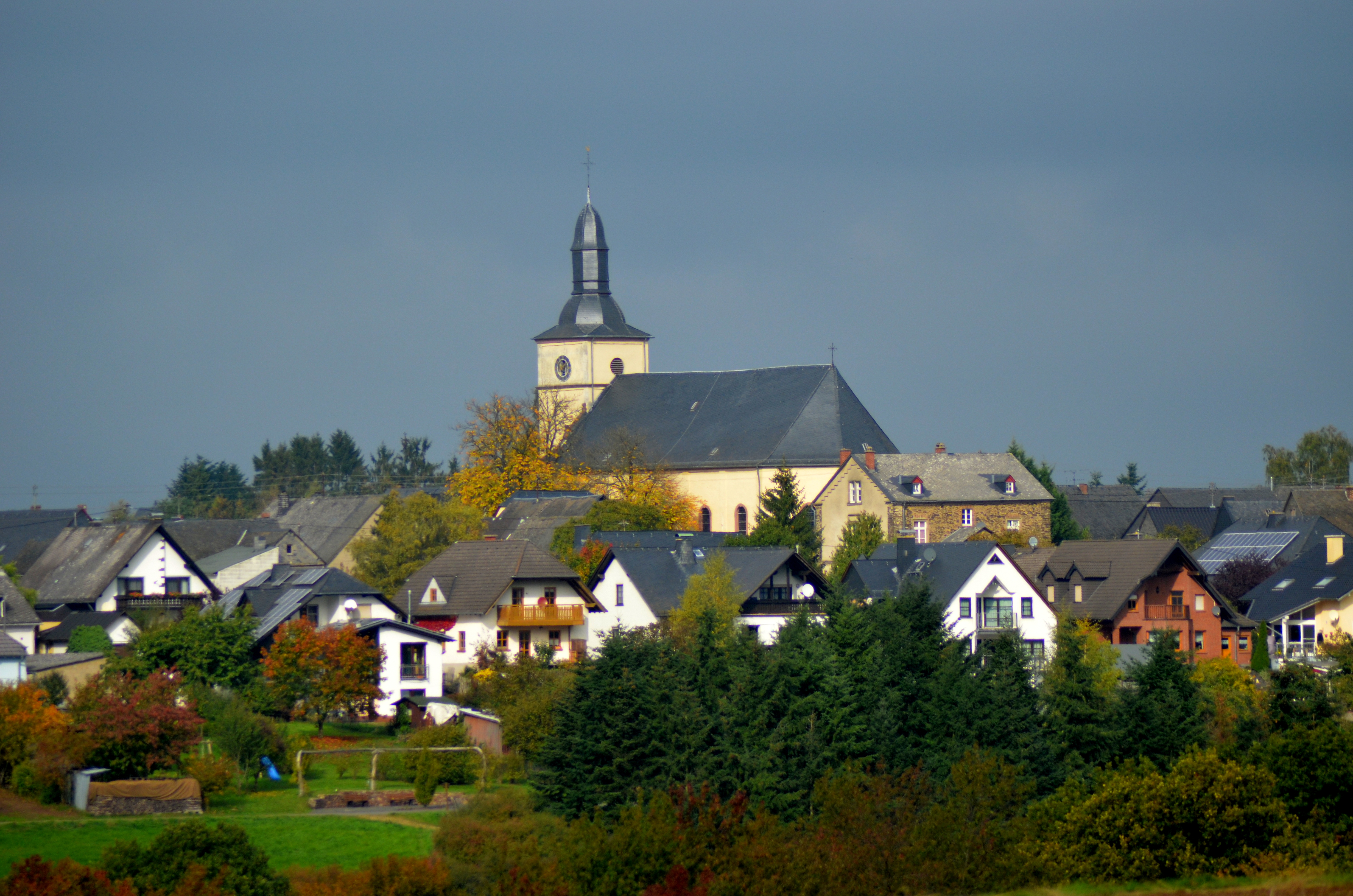
Dorpsgezicht met de Sint-Castorkerk

Mörsdorf is een plaats in de Duitse deelstaat Rijnland-Palts, en maakt deel uit van de Rhein-Hunsrück-Kreis.
Mörsdorf telt 615 inwoners.

## Bestuur
De plaats is een Ortsgemeinde en maakt deel uit van de Verbandsgemeinde Kastellaun.